# Njållonjaure
Njållonjaure är en sjö i Kiruna kommun i Lappland och ingår i Torneälvens huvudavrinningsområde. Sjön har en area på 0,62 kvadratkilometer och ligger 490 meter över havet. Njållonjaure ligger i Rautas fjällurskog Natura 2000-område. Sjön avvattnas av vattendraget Njuotjanjåkka.

## Delavrinningsområde
Njållonjaure ingår i det delavrinningsområde (756276-166648) som SMHI kallar för Utloppet av Njållonjaure. Medelhöjden är 497 meter över havet och ytan är 3,5 kvadratkilometer. Det finns ett avrinningsområde uppströms, och räknas det in blir den ackumulerade arean 24,49 kvadratkilometer. Njuotjanjåkka som avvattnar avrinningsområdet har biflödesordning 3, vilket innebär att vattnet flödar genom totalt 3 vattendrag innan det når havet efter 437 kilometer. Avrinningsområdet består mestadels av skog (56 procent). Avrinningsområdet har 1,03 kvadratkilometer vattenytor vilket ger det en sjöprocent på 29,3 procent.